# ISO 3166-2:AU
ISO 3166-2:AU è uno standard ISO che definisce i codici geografici delle suddivisioni dell'Australia; è un sottogruppo dello standard ISO 3166-2.
I codici sono assegnati a sei stati e due territori; altri territori non possiedono un proprio codice, mentre quattro territori esterni possiedono un proprio codice ISO 3166-1 alpha-2. Sono formati da AU- (sigla ISO 3166-1 alpha-2 dello Stato), seguito da due o tre lettere, seguendo i codici convenzionali australiani.

## Codici
| Codice | Stato o territorio                    |
| ------ | ------------------------------------- |
| AU-NSW | Nuovo Galles del Sud                  |
| AU-QLD | Queensland                            |
| AU-SA  | Australia Meridionale                 |
| AU-TAS | Tasmania                              |
| AU-VIC | Victoria                              |
| AU-WA  | Australia Occidentale                 |
| AU-ACT | Territorio della Capitale Australiana |
| AU-NT  | Territorio del Nord                   |

## Altri codici
Il Territorio della baia di Jervis, le Isole Ashmore e Cartier e le Isole del Mar dei Coralli non hanno codice; il Territorio Antartico Australiano è coperto dal codice antartico AQ. Possiedono invece un codice ISO 3166-1 alpha-2 autonomo:
| Alpha-2 | Territorio             |
| ------- | ---------------------- |
| CC      | Isole Cocos (Keeling)  |
| CX      | Isola di Natale        |
| HM      | Isole Heard e McDonald |
| NF      | Isola Norfolk          |

## Cambiamenti
Per allinearsi allo standard australiano AS 4212-1994, nel 2002 l'ISO ha operato i seguenti cambiamenti:
| Stato                                 | Codice precedente | Codice attuale |
| ------------------------------------- | ----------------- | -------------- |
| Nuovo Galles del Sud                  | AU-NS             | AU-NSW         |
| Queensland                            | AU-QL             | AU-QLD         |
| Tasmania                              | AU-TS             | AU-TAS         |
| Victoria                              | AU-VI             | AU-VIC         |
| Territorio della Capitale Australiana | AU-CT             | AU-ACT         |